# Eremospatha dransfieldii
Eremospatha dransfieldii là loài thực vật có hoa thuộc họ Arecaceae. Loài này được Sunderl. mô tả khoa học đầu tiên năm 2003.